# Francesco Squarcione
Francesco Squarcione (Pàdua, circa 1395 - 1468) va ser un pintor, comerciant d'art i formador d'artistes, actiu durant el Renaixement.

## Biografia
Squarcione és una figura singular i polèmica. Encara que es conserven poques de les seves obres, el seu paper en la introducció del Renaixement en la regió de Pàdua i Toscana sembla haver estat crucial. Segons la tradició, el seu veritable ofici era el de sastre. La seva passió per les antiguitats romanes, tanmateix, el va portar al comerç d'obres d'art així com a fundar un taller per a l'educació de joves artistes. Aquests produïen obres per alimentar el seu negoci. Almenys 137 pintors i alumnes van passar per la seva escola, que va ser famosa també fora de la ciutat.

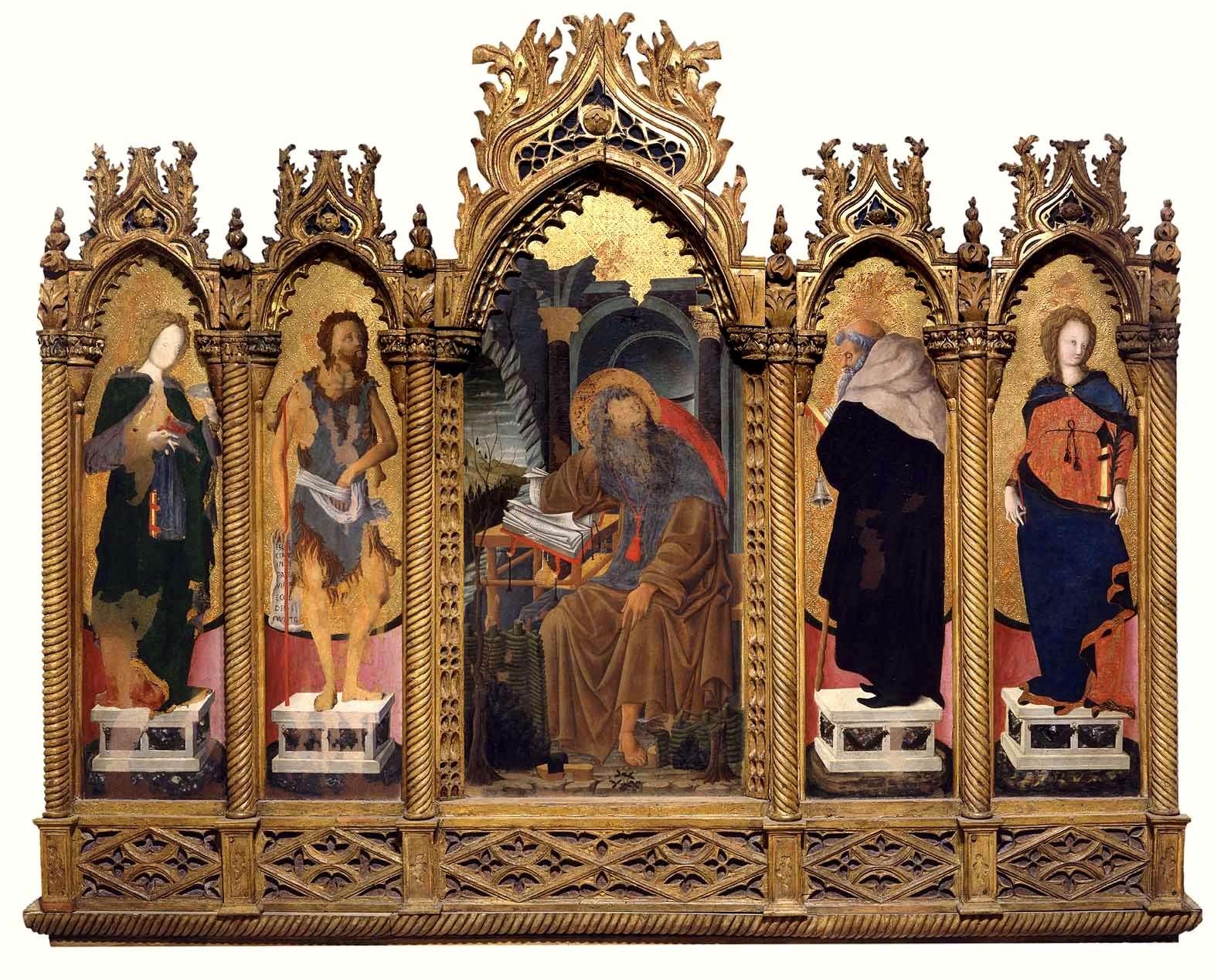
Políptic de Lazzara

Squarcione va viatjar per Itàlia, i potser també per Grècia, a la recerca d'antiguitats: estàtues, relleus, vasos i tot tipus d'objectes artístics, amb els quals va formar una àmplia col·lecció. Va fer dibuixos de les peces, i va permetre que altres artistes les estudiessin.
Solament es conserven dues obres signades i atribuïbles sens dubte a Squarcione: una Mare de Déu amb l'infant, que es troba al Staatliche Museen de Berlín, i el Políptic de Lazzara de cinc peces, en la seva Pàdua natal.
El seu principal alumne va ser Andrea Mantegna, a qui va ensenyar llatí i va instruir en l'escultura clàssica, que tan important seria en l'obra posterior d'aquest artista. Tanmateix, sembla que la seva relació va acabar de manera poc amistosa, a causa del caràcter tirànic del mestre. També Ansuino da Forlì es va formar en la seva escola.